# Сражение за форт Стедман
Сражение за форт Стедман (англ. Battle of Fort Stedman) произошло 25 марта 1865 года в последние дни американской гражданской войны. Войска генерала армии Конфедерации Джона Гордона атаковали осадные укрепления федеральной армии под Питерсбергом, это была последняя попытка южан прорвать блокаду Петерсберга. После незначительного первоначального успеха наступление Гордона было остановлено силами IX федерального корпуса под командованием генерал-майора Джона Парка.

## Предыстория
В марте 1865 года генерал Ли продолжал удерживать позиции под Питерсбергом, но его армия была серьёзно ослаблена дезертирством, болезнями, страдала от недостатка продовольствия и боеприпасов, а кроме того, сильно уступала в численности противнику, имея 50 000 против 125 000 армии Гранта. Когда генерал Джубал Эрли был разбит в сражении при Уэйнсборо, Ли понял, что 50 000 человек армии Шеридана вскоре появятся под Питерсбергом. Кроме того, на соединение с Грантом двигалась армия генерала Шермана. Все шло к тому, что соотношение сил под Питерсбергом станет 1:4 в пользу Союза, и он спросил мнение генерала Гордона на этот счет. Гордон ответил, что на его взгляд есть только три варианта событий: пойти на мирные переговоры, отступить на соединение с армией Джонстона или же сражаться. Ли отклонил первый вариант как нежелательный политически и второй вариант, как трудноосуществимый. 6 марта Гордон снова посетил штаб и Ли сказал ему, что «мне кажется, что у нас есть только один выход — сражаться. Оставаясь на месте, мы погибнем. В случае неудачного сражения мы, впрочем, тоже погибнем».
Позже Гордон писал, что работал дни и ночи, пытаясь найти решение этой неприятной проблемы. Он размышлял над проблемой до 23 марта и в итоге решил предложить генералу Ли внезапную атаку позиций противника, которая должна сорвать планы Гранта, а Грант действительно уже отдал приказ об атаке на 29 марта. Гордон задумал предрассветную атаку с позиции, известной как Колкиттс-Сайлент против форта Стедман, одного из федеральных укреплений вокруг Питерсберга. Форт находился близко к позициям южан, там было не так много рогаток (chevaux de frise), а в миле за фортом находился крупный склад. Захватив форт и его артиллерию, южане должны были двинуться на север и юг, занимая прилегающие укрепления, расширяя участок для основной атаки, которая должна быть нацелена на федеральные склады в Сити-Пойнт.
Для этой атаки была выделена практически половина всей армии генерала Ли. В ней должны были участвовать три дивизии корпуса Гордона: Клемента Эванса, Брайана Граймса и Джеймса Уокера, а также две бригады (Матта Рэнсома и Уильяма Уоллеса) из дивизии Башрода Джонсона и две бригады из дивизии Кадмуса Уилкокса. Ли также приказал дивизии Джорджа Пикетта присоединиться к наступлению. всего в прорыве должно было участвовать 11 500 человек корпуса Гордона и дивизии Джонсона, 1700 человек Уилкокса в резерве и 6 500 человек дивизии Пикетта на подходе.

## Сражение

### Атака южан

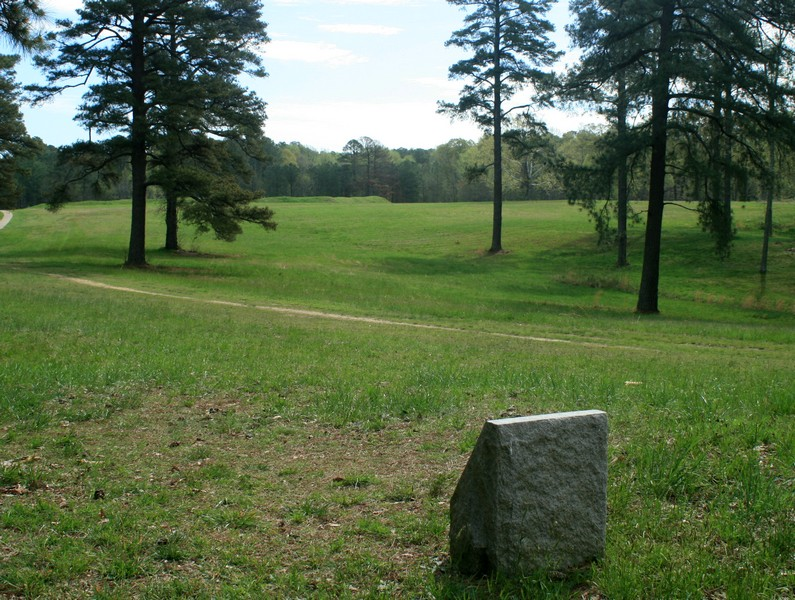
Маркер на месте начала атаки Гордона

Атака Гордона началась в 04:15. Отряд снайперов сумел ликвидировать федеральные пикеты и разобрать часть заграждений на пути наступления. Затем в атаку пошли несколько штурмовых групп, которые шли с незаряженными мушкетами, чтобы случайным выстрелом не встревожить противника. Основная группа прорывалась между батареями № 11 и № 10, вторая — севернее батареи № 11, третья — между батареей № 10 и фортом Стедман. Им удалось достичь полной внезапности.
За федеральный участок обороны у форта Стедман отвечал генерал Наполеон Маклоулен. Он услышал звуки атаки и сразу отправился к форту Хаскелл, который находился южнее батареи № 12. Обнаружив, что в форте все в порядке, он отправился севернее, к батарее № 12 и приказал открыть огонь по захваченной батаре № 11, а также приказал 59-му массачусетскому полку провести контратаку. Полк бросился вперед с примкнутыми штыками и ворвался на батарею № 11. Решив, что атака отбита, Маклоулен отправился к форту Стедман и встретил там отряд, который принял за свои пикеты. Он приказал им занять позиции для обороны, однако вскоре осознал, что командует солдатами противника. Те также узнали федерального генерала и взяли его в плен. Он был доставлен в тыл и сдал шпагу лично Гордону.

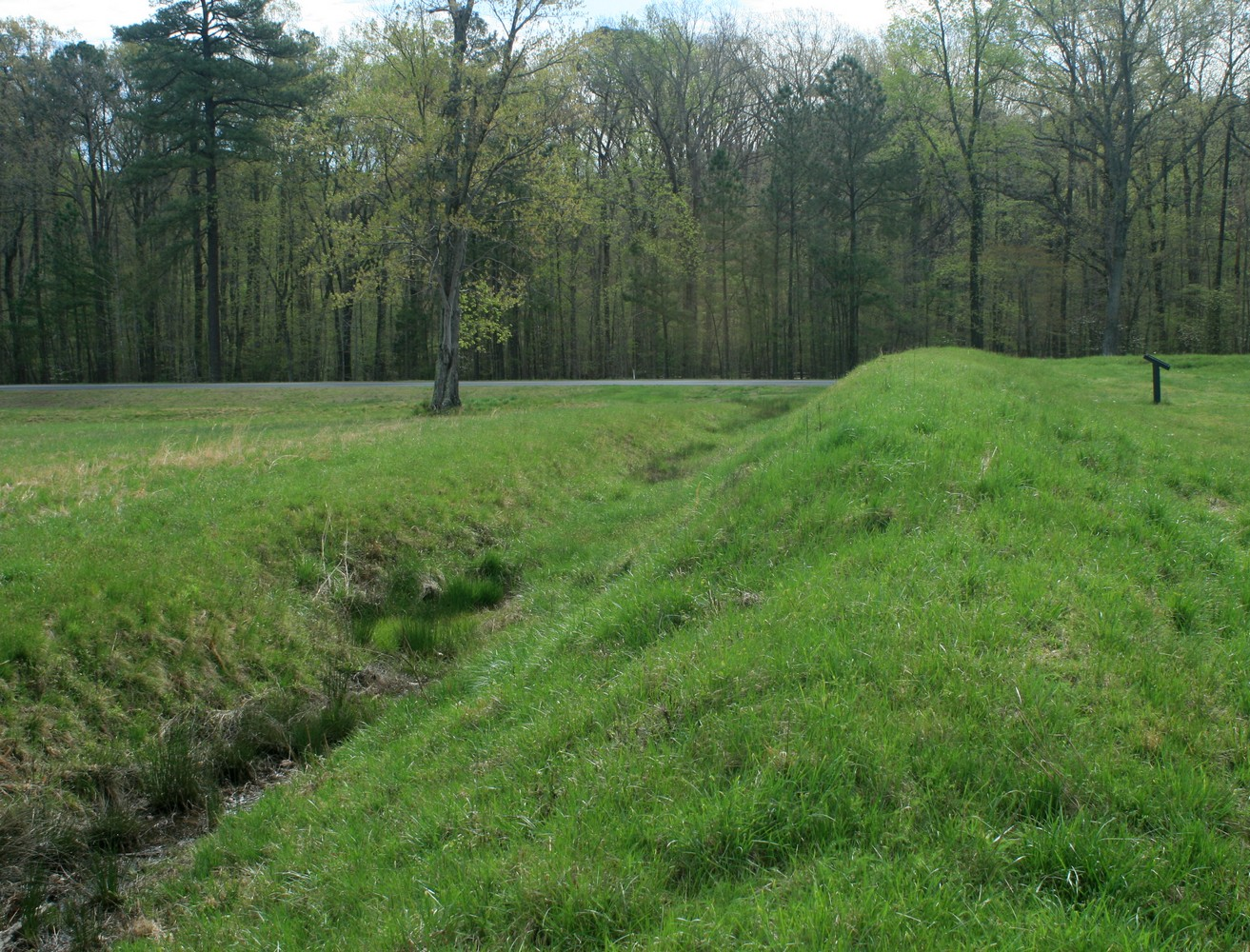
Вал форта Хаскелл, обращённый в сторону форта Стедман (2015)

Вскоре Гордон лично прибыл в форт Стедман и обнаружил, что результаты атаки превзошли самые смелые его ожидания. Были захвачены форт Стедман и батареи № 10 и № 12, а батарея № 11 вскоре была отбита у массачусетского полка. В линии федеральной обороны образовался разрыв шириной около 300 метров. Артиллеристы под руководством подполковника Роберта Стриблинга развернули захваченные орудия батареи № 10 и открыли фланговый огонь по траншеям противника. Между тем на северном направлении атака затормозилась: федералы успели сформировать боевую линию, а множество траншей мешали наступлению южан. Тогда Гордон переключился на южное направление и приказал дивизии Клемента Эванса атаковать Форт Хаскелл. Эванс повел своих людей на штурм, однако картечные залпы трех орудий остановили его. Началась перестрелка между артиллерией Гордона и фортом Хаскелл, к которой подключились крупнокалиберные осадные орудия, стоявшие в тылу федеральных линий. Когда случайным снарядом снесло федеральный флаг, артиллеристы решили, что форт захвачен противником, и открыли огонь прямо по форту, однако флаг вскоре вернули на место и стрельба прекратилась.
Гордон сообщил генералу Ли, что наступление проходит успешно, но он ещё не знал, что у него начались проблемы. Его кавалерия не смогла найти дорогу, по которой предполагался прорыв в тыл противника, а передовые части не обнаружили за фортом Стедман других фортов, которые Гордон предполагал захватить. Дивизия Пикетта столкнулась с некоторыми сложностями при транспортировке и только четыре её бригады отбыли вовремя, а прибыли к месту сражения днем, когда уже было поздно. Федералы между тем подтягивали силы: генерал Парке бросил в дело дивизию Хартранфа, а артиллерии полковника Тидбалла приказал занять позицию на высотах за фортом Стедман и приступить к обстрелу противника.

### Контратака северян

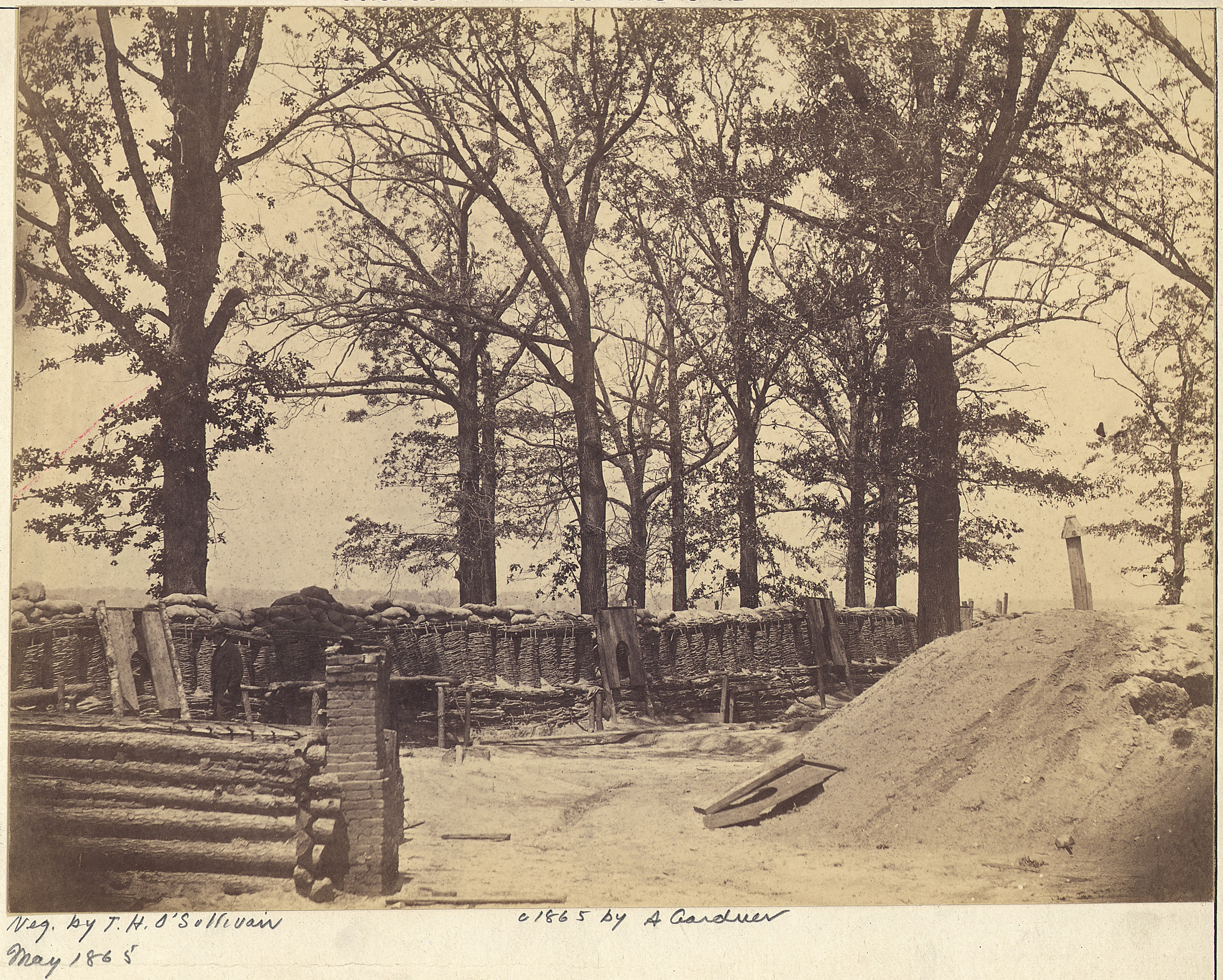
Форт Стэдман

## Последствия
Сражение за форт Стедман длилось четыре часа и окончилось ничем. Чтобы усилить Гордона, пришлось перебрасывать части с правого фланга и тем самым опасно ослаблять его — отчасти именно это стало причиной последующего прорыва федеральной армии во время третьего сражения при Петерсберге.
В ходе сражения федеральная армия потеряла 1044 человека (72 убитыми, 450 ранеными и 522 пропавшими без вести), а Северовирджинская армия около 4000 (600 убитыми, 2 400 ранеными, 1000 пропавшими без вести). Позиции армии Юга оказались ослаблены, и потери было нечем восполнить. После этого сражения разгром Северовирджинской армии стал вопросом времени. Последняя возможность прорвать кольцо окружения оказалась упущена. Это сражение стало последней наступательной операцией Северовирджинской армии. Через неделю Петерсберг будет сдан, последует Аппоматтоксская кампания и капитуляция Северовирджинской армии 9 апреля.